# I racconti di Hoffmann (film)
I racconti di Hoffmann (The Tales of Hoffmann) è un film del 1951 diretto da Michael Powell e Emeric Pressburger, tratto da Les contes d'Hoffmann di Jacques Offenbach.
Il film è piuttosto fedele all'opera originale (nell'unica versione a cui poteva allora rifarsi, dato che molti progressi nella conoscenza della partitura erano ancora da compiere). Non la presenta però in modo integrale e opera alcune modifiche: rende muta la prima incarnazione del diavolo, il consigliere Lindorf; riduce considerevolmente il ruolo di Nicklausse (che resta un ruolo en travesti ma perde la sua ambiguità di Musa); trasforma Stella (l'amore proibito di Hoffmann) da cantante in ballerina e abbrevia moltissimi numeri musicali; l'ambientazione dell'atto di Stella, nel libretto originale ambientata a Monaco di Baviera, ha qui luogo a Norimberga. Inoltre, solo due membri del cast effettivamente cantano le proprie parti: Robert Rounseville, che interpreta Hoffmann, e Ann Ayars, che interpreta Antonia. Tutti gli altri sono doppiati, permettendo così di trasformare parecchi numeri di canto in numeri di danza. L'artista italiano Alberto Spadolini è assunto personalmente da sir Alexander Korda, fondatore della London Film, come adattatore dei dialoghi per la versione francese di Tales of Hoffmann. Il film ottiene il premio miglior produzione al Festival di Cannes 1951.

## Trama
A Norimberga, il poeta E.T.A. Hoffmann  assiste a uno spettacolo di danza della ballerina Stella di cui è innamorato senza speranza e che gli è contesa dal demoniaco consigliere Lindorf. Nell'intervallo dello spettacolo, si reca alla taverna di Luther, dove accetta di raccontare a un gruppo di studenti suoi amici le sue infelici storie d'amore con tre donne diverse, che egli vede raccolte in Stella.
Olympia's Tale: in una Parigi tutta in giallo, Hoffmann è innamorato di Olimpia, bellissima ragazza che egli ignora essere una bambola meccanica fabbricata dall'inventore Spalanzani con la collaborazione dell'ottico Coppelius . Costui gli vende un paio di occhiali stregati che rendono ancora più credibile l'inganno di Spalanzani, il quale organizza un finto festino (gli invitati sono marionette e burattini) in onore di Olimpia. Ma sarà lo stesso Coppelius a rompere la bambola di fronte agli occhi di Hoffmann per vendetta su Spalanzani che l'ha truffato.
Giulietta's Tale: in una Venezia rossa come l'inferno, Hoffmann viene sedotto dalla bellissima cortigiana Giulietta, che vuole ottenere il suo riflesso allo specchio per il suo padrone Dappertutto. La donna riesce nell'intento e, in seguito, spinge Hoffmann a uccidere il suo precedente amante, Peter Schlemil, per sottrargli la chiave della sua stanza. Ma quando Hoffmann vi entra, essa se ne è andata assieme a Dappertutto.
Antonia's Tale: in un'innominata isola greca, Hoffmann raggiunge l'amata Antonia, figlia del compositore in pensione Krespel. Scopre, assistendo a un incontro fra Krespel e il dottor Miracle, che la ragazza è mortalmente malata ai polmoni e che morirà se continua a cantare. Hoffmann, allora, si unisce a Krespel nel chiedere ad Antonia di non farlo. Ma dopo che se n'è andato, Miracle compare ad Antonia ed evocando lo spettro della madre di lei (celebre cantante) la spinge a cantare fino alla morte.
Dopo una sequenza onirica di danza di Hoffmann con Stella, torniamo nella taverna dove Hoffmann, ubriaco, lascia che Stella se ne vada in compagnia di Lindorf, rinunciando per sempre al suo amore.

## Produzione
Il film fu prodotto dalla Archers.
Le coreografie sono firmate da Frederick Ashton che, nel film, appare anche come interprete, rivestendo i panni di Kleinzac e di Cochenille.

### Stile cinematografico
I due registi hanno volutamente pensato per il film a uno stile irrealistico e fortemente pittorico, come ambientato tra manifeste scenografie teatrali. Tutto il film è visibilmente girato in interni, con ogni atto dominato da un colore predominate: un frivolo giallo per Olimpia, un infernale rosso per Giulietta, un triste blu per Antonia.

## Distribuzione
Nell'aprile del 1951, venne presentato in concorso al festival di Cannes. Il 4 aprile, fu proiettato in prima a New York, con una distribuzione americana della Lopert Pictures Corporation. In Francia, la Cinédis lo distribuì in sala il 22 giugno. Sempre nel 1951, il film uscì in Germania Federale (31 agosto), Svezia (17 settembre), Argentina (3 ottobre), Danimarca (5 novembre), Portogallo (12 novembre). Nel Regno Unito, fu distribuito il 26 novembre 1951 dalla British Lion Film Corporation.

### Riconoscimenti
Presentato in concorso al 4º Festival di Cannes, vinse un premio speciale.